# Poet's Cry
Poet's Cry was een ondergrondse melodische metalband uit Rotterdam, Nederland. Ze speelden powermetal met invloeden uit de black metal, gothic en deathmetal. De band is sinds januari 2008 uit elkaar.

## Geschiedenis
In 2004 besloten tekstschrijver Raymond (extreme zang) en componist Tim (leadzang en toetsen) hun krachten te bundelen en een bandje te beginnen, in de stijl van Nightwish. Later bleek de stijl meer tegen klassieke powermetal aan te zitten. In 2005 werd een eerste volledige demo uitgebracht, met hulp van gitarist Michael, de broer van Raymond. Onbedoeld waren er veel hardrockinvloeden in de muziek geraakt. Drummer Leon en tweede gitarist Danny voegden zich bij de band. In 2006 toonde de band een experimentelere kant met hun tweede demo en werd hij compleet met de komst van bassist en fluitist David. Deze heeft de band echter al snel verlaten samen met Tim.

## Bandleden
Poet's Cry bestond uit:
- Raymond (extreme zang en keyboard)
- Michael (leadzang en gitaar)
- Danny (gitaar en zang)
- Leon (drums en percussie)
- Flip (basgitaar)

## Discografie

### Demo's
| Verschijningsdatum | Titel                      |
| ------------------ | -------------------------- |
| 2005               | Prologue                   |
| 2006               | The Crescent after Eclipse |
| 2007               | Live @ Little Cave 2007    |